# Acroporella
Acroporella, fosilni rod zelenih algi iz porodice Dasycladaceae. Postoje tri vrste
1. Acroporella assurbanipali G.F.Elliott
2. Acroporella occidentalis Johnson & Kaska
3. Acroporella radoiciciae Praturlon - tipična